# Sipbachzell
Sipbachzell ist eine österreichische Gemeinde im Hausruckviertel im Bezirk Wels-Land in Oberösterreich mit 2254 Einwohnern (Stand 1. Jänner 2025).

## Geografie
Sipbachzell liegt auf 366 m Höhe im Hausruckviertel.
Die Ausdehnung beträgt von Nord nach Süd 7,7 km, von West nach Ost 6,4 km. Die Gesamtfläche beträgt 24,8 km². 15,7 % der Fläche sind bewaldet, 77,4 % der Fläche sind landwirtschaftlich genutzt.

### Gemeindegliederung
Das Gemeindegebiet umfasst folgende acht Ortschaften (in Klammern Einwohnerzahl Stand 1. Jänner 2025):
- Giering (71)
- Leombach (627)
- Loibingdorf (82)
- Permannsberg (72)
- Rappersdorf (91)
- Schachermairdorf (112)
- Schnarrndorf (188)
- Sipbachzell (1011)

Die Gemeinde besteht aus den Katastralgemeinden Leombach, Schnarrendorf und Sipbachzell.
Die Gemeinde Sipbachzell gehört zum Wahlkreis 3, dem Hausruckviertel.
Die Gemeinde gehört zum Gerichtsbezirk Wels.

### Nachbargemeinden
| Schleißheim Thalheim bei Wels | Weißkirchen an der Traun                    | Eggendorf im Traunkreis (Bezirk Linz-Land) |
| Steinhaus                     | Kompassrose, die auf Nachbargemeinden zeigt | Kematen an der Krems (Bezirk Linz-Land)    |
| Sattledt                      |                                             | Kremsmünster (Bezirk Kirchdorf)            |

## Geschichte
Für die urgeschichtliche Besiedelung des Gemeindegebietes von Sipbachzell spricht ein Hortfund aus der späten Bronzezeit (Urnenfelderzeit) der in Giering gefunden wurde.
Das Gemeindegebiet ist schon Wende 8./9. Jahrhundert, im Zuge der bajuwarischen Landnahme, besiedelt. Burg Leombach (im 18. Jahrhundert weitestgehend verfallen) ist schon 777 genannt, als Herzog Tassilo III. die Gegend luibilinpach dem Stift Kremsmünster zur Schenkung macht.
Sipachzell findet sich als sippachcella 1179 (Bulle Papst Alexander III.) für die Kirche am Sipbach erwähnt, als ‚Zelle am Sipbach‘. Letzterer steht zu sip[p]en ‚morastig, modrig [riechend]‘ (vergl. siffig), was sich auf die versumpfte Aue des Mittelalters bezieht. Diese wurde unter Abt Gregor von Kremsmünster schon 1555 für die Holzwirtschaft trockengelegt, der Name ist geblieben.
Ursprünglich im Ostteil des Herzogtums Bayern liegend, gehörte der Ort seit dem 12. Jahrhundert zum Herzogtum Österreich. Seit 1490 wird er dem Fürstentum Österreich ob der Enns zugerechnet.
Seit 1918 gehört der Ort zum Bundesland Oberösterreich. Nach dem Anschluss Österreichs an das Deutsche Reich am 13. März 1938 gehörte der Ort zum Gau Oberdonau. 1945 erfolgte die Wiederherstellung Oberösterreichs.

### Einwohnerentwicklung
1991 hatte die Gemeinde laut Volkszählung 1480 Einwohner, 2001 dann 1713 Einwohner. Am 1. Jänner 2005 betrug die Einwohnerzahl 1765.

## Kultur und Sehenswürdigkeiten

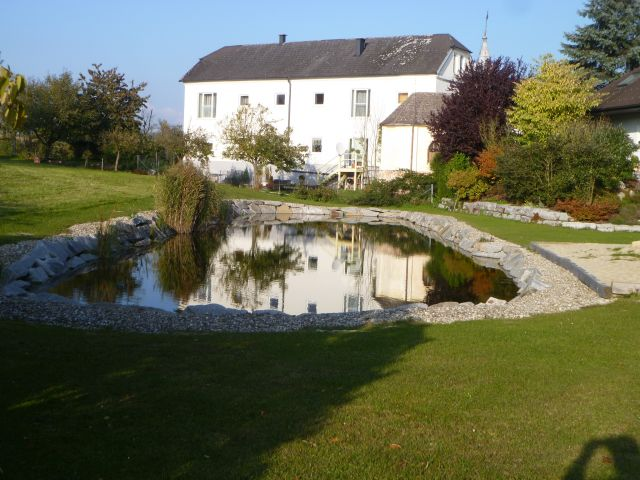
Wasserschloss Leombach

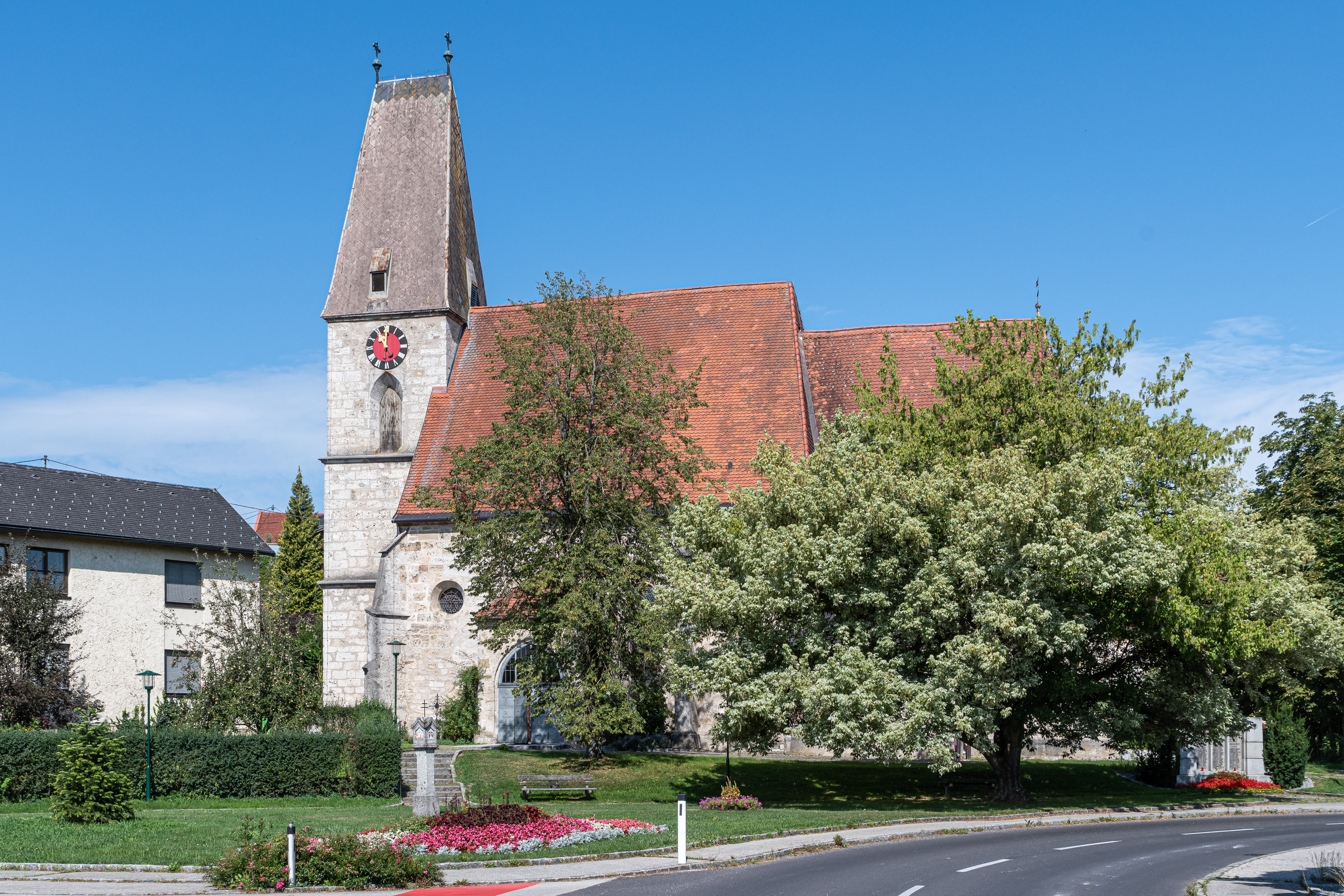
Pfarrkirche Sipbachzell

- Wasserschloss Leombach: Im Ortsteil Leombach finden sich heute noch der zu einem Wohnhaus umfunktionierte ehemalige Längsteil sowie die Schlosskapelle des Schlosses Leombach
- Katholische Pfarrkirche Sipbachzell hl. Margareta: Die der Hl. Margareta geweihte wurde 1478 erbaut. Die Pfarrkirche ist eine spätgotische Hallenkirche mit einem sehenswerten Netzrippengewölbe im Chor und im Langhaus. Der 32 Meter hohe Turm ist im Stil einer spätgotischen Wehrkirche erbaut.
- Franzosengrab Schnarrndorf (Kriegerdenkmal)

## Wirtschaft und Infrastruktur
Von den rund 2500 Hektar Gemeindefläche werden 2000 landwirtschaftlich genutzt. Im Jahr 2010 waren von den 75 landwirtschaftlichen Betrieben 49 Vollerwerbsbauern. Im Produktionssektor waren 130 Erwerbstätige beschäftigt, hauptsächlich in der Bauwirtschaft (79) und im Bereich Herstellung von Waren (50).
Von den 975 Erwerbstätigen, die 2011 in Sipbachzell lebten, arbeiteten 143 in der Gemeinde, 732 pendelten aus.

### Bildung
- Kindergarten mit Hort und Ganztagesbetreuung
- Volksschule

### Verkehr
- Öffentlicher Verkehr: Sipbachzell liegt zwischen der Westbahn und der Pyhrnbahn. Beide können mit öffentlichen Bussen in 15 bis 20 Minuten erreicht werden.[8]
- Straße:Die West Autobahn A1 verläuft quer durch das Gemeindegebiet.

## Politik

### Gemeinderat
Der Gemeinderat hat 19 Mitglieder.
- Mit den Gemeinderats- und Bürgermeisterwahlen in Oberösterreich 2003 hatte der Gemeinderat folgende Verteilung: 12 ÖVP, 4 SPÖ und 3 FPÖ.
- Mit den Gemeinderats- und Bürgermeisterwahlen in Oberösterreich 2009 hatte der Gemeinderat folgende Verteilung: 12 ÖVP, 4 FPÖ und 3 SPÖ.
- Mit den Gemeinderats- und Bürgermeisterwahlen in Oberösterreich 2015 hatte der Gemeinderat folgende Verteilung: 11 ÖVP, 5 FPÖ und 3 SPÖ.
- Mit den Gemeinderats- und Bürgermeisterwahlen in Oberösterreich 2021 hat der Gemeinderat folgende Verteilung: 11 ÖVP, 4 FPÖ und 4 SPÖ.[9][10]

### Bürgermeister
- 2002 bis Dezember 2020 Heinrich Striegl (ÖVP)
- seit Jänner 2021 Stefan Weiringer (ÖVP)

### Wappen
Offizielle Beschreibung des Gemeindewappens:
In Gold unter einem erhöhten, blauen Wellenbalken, darin eine goldene, liegende Sipbachzeller Urweizenähre, ein grüner, am Rücken liegender, aufwärts gebogener, feuerspeiender Lindwurm mit roten Krallen.
Die Gemeindefarben sind Gelb-Rot.
Der Sipbach im Ortsnamen wird durch das blaue Wellenband in der oberen Hälfte des Wappens dargestellt. Die Weizenähre verweist auf den heimischen Ursprungs- und Entstehungsmittelpunkt der oberösterreichischen Landsorten des Gemeinen Weizens im Gebiet um Sipbachzell. Der Drache stellt die Beziehung zur heiligen Margareta, Schutzpatronin der Gemeinde und Pfarrkirche, her.

## Persönlichkeiten

### Ehrenbürger der Gemeinde
- Rudolf Vater (1882–1894), Pfarrer von Sipbachzell

### Töchter und Söhne der Gemeinde
- Konrad Cordatus (um 1480–1546), lutherischer Theologe und Reformator
- Friedrich Krinzinger (* 1940), Klassischer Archäologe
- Maria Santner (* 1986), Tänzerin

### Personen mit Bezug zur Gemeinde
- Marianus Pachmayr (1728–1805), Benediktinerpater, Geistlicher am Ort
- Marco Angelini (* 1984), Sänger, Songwriter, Arzt